# Theodore Sturgeon
Theodore Sturgeon (ur. 26 lutego 1918, zm. 8 maja 1985) – amerykański pisarz, autor fantastyki i jej krytyk oraz wydawca. Urodził się jako Edward Hamilton Waldo w Nowym Jorku; w 1929, po rozwodzie, jego matka poślubiła Williama Sturgeona i przy okazji Edward zmienił imię na Theodore, żeby lepiej oddawało jego pseudonim, „Ted”.

## Praca
Swoje pierwsze opowiadanie sprzedał w roku 1938 dla gazety McClure's Syndicate, która kupiła większość z jego wczesnych (nie-fantastycznych) prac. Jego pierwsze pojawienie się w fantastyce to opowiadanie „Ether Breather” w Astounding Science Fiction rok później. Na początku pisywał głównie krótkie opowiadania, przede wszystkim do magazynów branżowych, takich jak Astounding czy Unknown, ale również dla nie-fantastycznych, jak Argosy Magazine. Podpisywał się pseudonimem „E. Waldo Hunter”, tylko mała część jego wczesnych opowiadań było podpisanych „Theodore H. Sturgeon”.
Wiele prac Sturgona ma cechy poezji i elegii. Używał techniki znanej jako „rytmiczna proza”, w której tekst wpasowywał się w standardowe metrum. Kreowało to szczególny nastrój przy czytaniu, zazwyczaj bez świadomego zauważenia przyczyny przez czytelnika.
Jego najbardziej znana powieść, „Więcej niż człowiek” (More Than Human, 1953) zdobyła uznanie i głównie w Europie, gdzie uznano ją za literaturę najwyższej próby.
Sturgeon pisał scenariusze do serialu Star Trek: Seria oryginalna (epizody: Shore Leave z 1966 i Amok Time z 1967, później opublikowane w formie książkowej w 1978) – Amok Time jest znany z wprowadzenia pon farr, wolkańskiego rytuału kopulacyjnego). Napisał również kilka epizodów które nigdy nie zostały wyprodukowane. Miał udział również w pisaniu odcinków do innych seriali i filmów telewizyjnych.
Jakkolwiek Sturgeon jest dobrze znany czytelnikom klasycznych antologii science-fiction (u szczytu popularności w latach 50. był autorem najczęściej umieszczanym w antologiach) i poważanym przez krytyków, nie jest zbyt dobrze znany szerszej publice i zdobył relatywnie mało nagród (chociaż jego najlepsze dzieła powstały przed ustanowieniem najważniejszych nagród: Hugo i Nebula). Uważany jest za mającego największy wpływ na późniejszych i bardziej popularnych autorów, takich jak Ray Bradbury czy Kurt Vonnegut Jr. (ten ostatni stwierdził, że jego bohater Kilgore Trout oparty był właśnie na Sturgeonie).

## Publikacje

### Powieści
- The Dreaming Jewels (1950), publikowane również jako The Synthetic Man
- Więcej niż człowiek (More Than Human, 1953) – powieść utworzona z trzech połączonych opowiadań, zdobywca International Fantasy Award
- The King and Four Queens (1956)
- I, Libertine (1956, jako „Frederick R. Ewing”)
- To Marry Medusa (1958), publikowane również jako The Cosmic Rape
- Venus Plus X (1960)
- Some of Your Blood (1961)
- Voyage to the Bottom of the Sea (adaptacja filmu pod tym samym tytułem, oparta na wczesnej wersji scenariusza) (1961)
- The Rare Breed (1966, western) (adaptacja filmu pod tym samym tytułem)
- Godbody (1986)

### Opowiadania i nowele
Sturgeon jest najbardziej znany z krótkiej formy. Najważniejsze tytuły to:
- Ether Breather (wrzesień, 1939, jego pierwsze opublikowane opowiadanie science-fiction)
- Derm Fool (marzec, 1940)
- It (sierpień, 1940)
- Microcosmic God (kwiecień, 1941)
- Wczoraj był poniedziałek (Yesterday Was Monday, 1941)
- Killdozer! (listopad, 1944)
- Bianca's Hands (maj, 1947)
- Gromy i róże (Thunder and Roses, listopad, 1947)
- The Perfect Host (listopad, 1948)
- Minority Report (czerwiec 1949, bez związku z filmem z 2002 roku, opartym na opowiadaniu o tym samym tytule Philipa Dicka)
- One Foot and the Grave (wrzesień, 1949)
- The World Well Lost (czerwiec, 1953)
- Mr. Costello, Hero (grudzień, 1953)
- Xanadu (The Skills of Xanadu, lipiec, 1956)
- The Other Man (wrzesień, 1956)
- Need (1960)
- How to Forget Baseball (w Sports Illustrated grudzień 1964)
- The Nail and the Oracle (w u październik 1964)
- Powolna rzeźba (Slow Sculpture w Galaxy magazine luty 1970, wyd. polskie Rakietowe szlaki 1978) – zdobywca nagród Hugo i Nebula
- Skalpel Occama (Occam’s Scalpel, sierpień, 1971, wyd. polskie Rakietowe szlaki 2011)
- Vengeance „Is” (1980, w antologii Dark Forces Kirby’ego McCauleya)

Wydawnictwo North Atlantic Books regularnie od 1995 roku wydaje chronologicznie ułożone The Complete Short Stories of Theodore Sturgeon; tom 10, z opowiadaniami z lat 1957−1960, wydany był w 2005. 

## Ciekawostki
Biologiczny ojciec Sturgeona (jego matka poślubiła ponownie Williama Sturgeona w 1929 roku ) nosił nazwisko Waldo.
Waldo to również tytuł znanego opowiadania, długoletniego przyjaciela i współpracownika Sturgeona – Robert Heinleina .
"Waldo” było to urządzenie do manipulowania obiektami na odległość, przy pomocy mechanicznych rąk. Wielu innych autorów oddało hołd autorowi, używając tego terminu w wielu swoich opowiadaniach z czasów „Złotej Ery” fantastyki.
"Przed pojawieniem się w filmach i telewizji, waldami nazywano mechaniczne ręce, urządzenia telemetryczne i inne antropomorficzne gadżety używane na pokładach statków NASA” 